# Philocaffrus bifalcatus
Philocaffrus bifalcatus är en mångfotingart som beskrevs av Carl Graf Attems 1928. Philocaffrus bifalcatus ingår i släktet Philocaffrus och familjen Dalodesmidae. Inga underarter finns listade i Catalogue of Life.